# Gérard Bardy
Pour les articles homonymes, voir Bardy.
 (décembre 2017).
Gérard Bardy est un journaliste et écrivain français né le 18 avril 1947 à Meaux. Il est le père de Christophe Bardy, journaliste de télévision et parolier (Gilbert Bécaud, Mireille Mathieu, Michèle Torr, etc.).

## Biographie
Après avoir débuté comme journaliste stagiaire à l'hebdomadaire Seine-et-Marne-Matin (Groupe Hersant) à Melun, il entre comme reporter au quotidien Paris-Jour (1966 à 1972). Puis il présente les journaux régionaux de l'ORTF à Reims puis Orléans avant de rejoindre l'agence France-Presse en octobre 1972. Il y occupe successivement les fonctions de reporter, puis de chef-adjoint des informations générales, puis chef des services « photo » puis enfin celles de « correspondant militaire » avec rang de rédacteur-en-chef adjoint.
Il quitte l'AFP pour rejoindre le groupe de presse catholique Bayard-Presse le 1er janvier 1988 où il dirige d'abord la rédaction de Pèlerin-Magazine, puis dirige cet hebdomadaire et les deux mensuels Enfant-Magazine et Capital Santé, jusqu'en avril 1998.
Il occupe ensuite les fonctions de directeur-général éditorial du groupe Impact-Médecin (groupe Bertelsmann) de 1999 à 2002 puis de directeur général du Généraliste (groupe CMP Medica) et des salons Le Medec, Les Thermalies et Euro-Cancer (2002-2007). Il est depuis 2007 directeur associé, membre fondateur de Radio Public Santé, 1re radio grand public entièrement consacrée à la santé.
Il a parallèlement collaboré a des journaux et magazines, dont au quotidien Le Monde (1972-1981) et à l'hebdomadaire Valeurs Actuelles. Il a effectué des reportages dans le monde, notamment en Afrique. Il fut proche du président ivoirien Félix Houphouët-Boigny et associé à la création de la basilique Notre-Dame de la Paix à Yamoussoukro.
Il est le co-auteur, avec Marie-Christine Gambart, de deux documentaires pour la télévision française: "La foi du Général" pour France 2 et "Charles le Catholique" pour France 5.
Il a été auditeur de l'Institut des Hautes Etudes de la Défense nationale (IHEDN) - 39ème session    
Après en avoir été le président dans les années 1990, Gérard Bardy a été élu Secrétaire général de l'Union de la Presse Francophone (UPF), section France en 2014 avant de retrouver le poste de président en octobre 2016 jusqu'en avril 2019.
Gérard Bardy est chevalier de la Légion d'honneur (1996) et officier du Mérite National (2002).
Il a reçu la Grande médaille d'or avec plaquette d'honneur (2020) de la Société Académique Arts-Sciences-Lettres, dans la catégorie Lettres, pour l'ensemble de son œuvre de journaliste et d'écrivain.
Depuis 2018, Gérard Bardy est membre de la Convention de la Fondation Charles de Gaulle.